# Tephrosia clementii
Tephrosia clementii là một loài thực vật có hoa trong họ Đậu. Loài này được Skan miêu tả khoa học đầu tiên.